# 黄天麻
黄天麻（学名：Gastrodia elata f. flavida）为兰科天麻属天麻下的一个变型。